# Radio Manà Manà
Radio Manà Manà er en italiensk kommerciel lokalradio. Kanalen har hjemsted i Rom, Lazio, samt online på nettet.